# Bulbophyllum solteroi
Bulbophyllum solteroi là một loài phong lan thuộc chi Bulbophyllum.